# Golem Grad

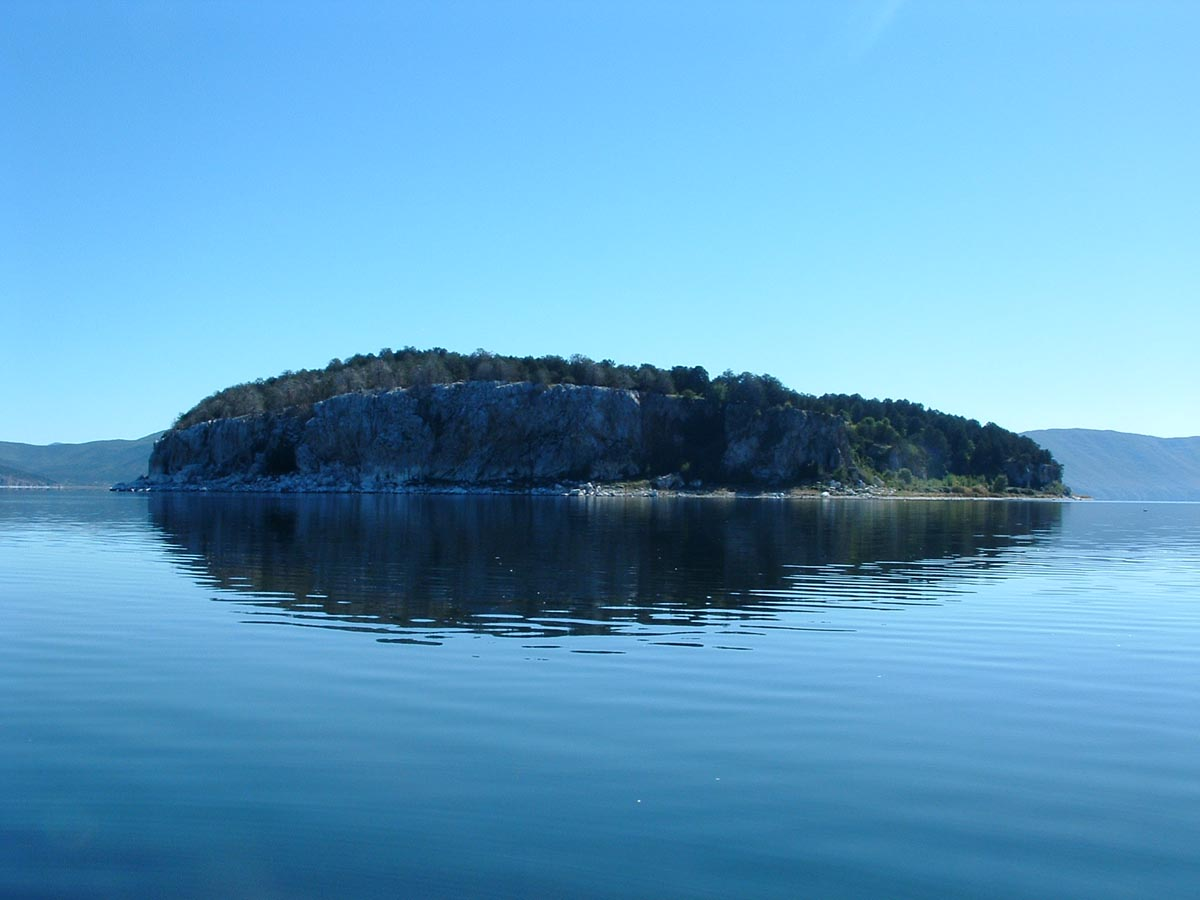
Golem Grad desde el lago Prespa.

Golem Grad (macedonio, Голем Град), que significa Ciudad grande, también conocido como Isla de la serpiente, es una isla en Macedonia del Norte. La isla abarca una superficie de 18 hectáreas. Se encuentra a orillas del lago Prespa, a unos pocos kilómetros del territorio griego y albanés. Golem Grad es el lugar donde se encuentran ruinas antiguas e iglesias. También hay diversas comunidades animales, especialmente serpientes. En agosto de 2008, la isla se abrió a los turistas.

## Descripción
Golem Grad tiene 600 metros de largo y 350 metros de ancho. la isla se encuentra actualmente deshabitada y lo más probable es que haya estado así durante siglos. Solo puede llegarse a la isla a través de bote. El pueblo de Konjsko es el más cercano a la isla con alrededor de dos kilómetros de agua entre los dos.